# Hochscherf (Odenthal)
Hochscherf ist ein Ortsteil in Oberodenthal in der Gemeinde Odenthal im Rheinisch-Bergischen Kreis. Er liegt zwischen Scheuren und Eikamp.

## Geschichte
Der Eigenname Hochscherf ist entstanden aus scerio – lat. für Scharmeister – auf der Höhe. Hochscherf und Scherf gehörten ursprünglich zusammen und bildeten zusammen ein Rittergut. Während des Spanischen Erbfolgekriegs hatten auch die Odenthaler ihre Beiträge zur Landesverteidigung zu leisten. In diesem Zusammenhang wird unter anderem ein „Hochscherffer Halfen“ aufgelistet. Er hatte 14 Faschinen und 12 Pfähle zu stellen.
1301 erwarb die Abtei Altenberg den Hof von Christian von Hochscherf zum Betrieb eines Krankenhauses. Er blieb bis zur Aufhebung des Klosters in dessen Besitz.
Die Topographia Ducatus Montani des Erich Philipp Ploennies, Blatt Amt Miselohe, belegt, dass der Wohnplatz 1715 als drei Höfe kategorisiert wurde und mit a. Scherf bezeichnet wurde.
Carl Friedrich von Wiebeking benennt die Hofschaft auf seiner Charte des Herzogthums Berg 1789 als H. Scherven. Aus ihr geht hervor, dass Hochscherf zu dieser Zeit Teil von Oberodenthal in der Herrschaft Odenthal war.
Unter der französischen Verwaltung zwischen 1806 und 1813 wurde die Herrschaft aufgelöst, und Hochscherf wurde politisch der Mairie Odenthal im Kanton Bensberg zugeordnet. 1816 wandelten die Preußen die Mairie zur Bürgermeisterei Odenthal im Kreis Mülheim am Rhein.
Der Ort ist auf der Topographischen Aufnahme der Rheinlande von 1824 als Hohen Scherf und auf der Preußischen Uraufnahme von 1840 und ab der Preußischen Neuaufnahme von 1892 auf Messtischblättern regelmäßig als Hochscherf verzeichnet.
| Jahr | Einwohner | Wohngebäude | Kategorie  | Bemerkung         |
| ---- | --------- | ----------- | ---------- | ----------------- |
| 1822 | 15        |             | Ackergut   | gen. Hochscherve  |
| 1845 | 19        | 5           | Ackergüter | gen. Hoch-Scherve |
| 1871 | 20        | 2           | Hofgüter   |                   |
| 1885 | 14        | 2           | Wohnplatz  |                   |
| 1895 | 17        | 2           | Wohnplatz  |                   |
| 1905 | 20        | 3           | Wohnplatz  |                   |

Der Ort gehörte zur katholischen Pfarre Odenthal. Seit 1910 gehört die Ortschaft kirchlich zum Rektorat Herrenstrunden, das 1918 eigenständige Pfarre wurde.